# Julia Tervahartiala
Julia Tervahartiala (7 novembre 2002) è una saltatrice con gli sci finlandese.

## Biografia
Originaria di Lahti e attiva in gare FIS dal luglio del 2016, la Tervahartiala ha esordito in Coppa del Mondo il 28 gennaio 2018 a Ljubno (38ª) e ai Campionati mondiali a Oberstdorf 2021, dove si è classificata 9ª nella gara a squadre.